# 拉蒙·马丁·韦尔塔

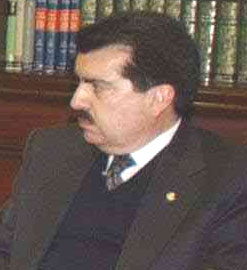
拉蒙·马丁·韦尔塔

拉蒙·马丁·韦尔塔（1957年1月24日—2005年9月21日），墨西哥政治家。福克斯总统的公共安全部长。2005年9月21日韦尔塔乘坐直升飞机在墨西哥城附近的墨西哥州上空坠毁。
| 前任： 亚力杭德罗·赫特斯·马内罗 | 墨西哥公共安全部长 | 繼任： 爱德华多·梅迪纳-莫拉·伊卡萨 |
| 前任： 比森特·福克斯·克萨达     | 瓜納華托州長       | 繼任： 胡安·卡洛斯·罗梅罗·希克斯   |